# Батман от бъдещето
„Батман от бъдещето“ (на английски: Batman of the Future) или „Батман отвъд“ (на английски: Batman Beyond) e американски анимационен сериал, създаден от Уорнър Брос. Сериалът е част от Анимационната вселена на ДиСи и продължава наследстовото на „Батман: Анимационният сериал“. Излъчването на „Батман от бъдещето“ започва на 10 януари 1999 г. и приключва на 18 декември 2001 г. (действието на сериала се развива 40 години в бъдещето, през 2039 г. - 100 години след дебютът на Батман в комиксите). След три сезона и пълнометражен анимационен филм, сериалът е прекъснат и е започната работа по „Лигата на справедливостта“. „Батман от бъдещето“ участва в кросоувър епизод от „Проект Зета“, действието в който се развива между епизодите „Отброяване“ и „Разкрит“. Той участва и в епизод от „Статичен шок“, в който главния герой е телепортиран 40 години в бъдещето. Също така персонажът на Тери Макгинис участва в епизода на „Лигата на справедливостта без граници“ – „Епилог“, който разказва повече за бъдещето на Батман.

## „Батман от бъдещето“ в България
В България сериалът започва на 3 декември 2007 г. по Диема Фемили, дублиран на български, всеки делничен ден от 13:50 и завършва на 24 януари 2008 г. без да се излъчи последният трети сезон. На 10 април започваа повторно излъчване, по програма всеки делничен ден от 15:30, но в действителност от 15:20. Дублажът е на студио Медиа Линк. Ролите се озвучават от артистите Елисавета Господинова, Илия Иванов, Петър Чернев, който в последните пет епизода от втори сезон е заместен от Иван Петрушинов и Станислав Димитров.
През юли 2010 г. започва повторно излъчване по Диема, всеки делничен ден от 06:45.
На 1 януари 2013 г. започва повторно излъчване по bTV Action с нов дублаж, всеки делничен ден от 06:00 по програма, но в действителност след 06:30 по четири епизода и в събота по два епизода. От 7 януари се излъчват по шест епизода през делниците и по три в събота. Втори сезон завършва на 17 януари. Ролите се озвучават от артистите Светлана Смолева, Георги Георгиев – Гого, Константин Каракостов, Живко Джуранов и Иван Велчев.